# Chennai Super Kings
Pour les articles homonymes, voir Chennai Superstars et Kings.
Les Chennai Super Kings sont une franchise indienne de cricket basée à Chennai, dans le Tamil Nadu. Fondée en 2008, elle fait partie de l'Indian Premier League (IPL) et participe la même année à la première édition de cette compétition jouée au format Twenty20 et organisée par la fédération indienne de cricket, le BCCI. En 2010, les Super Kings remportent à la fois la finale de l'IPL et la finale de la Ligue des champions.

## Histoire

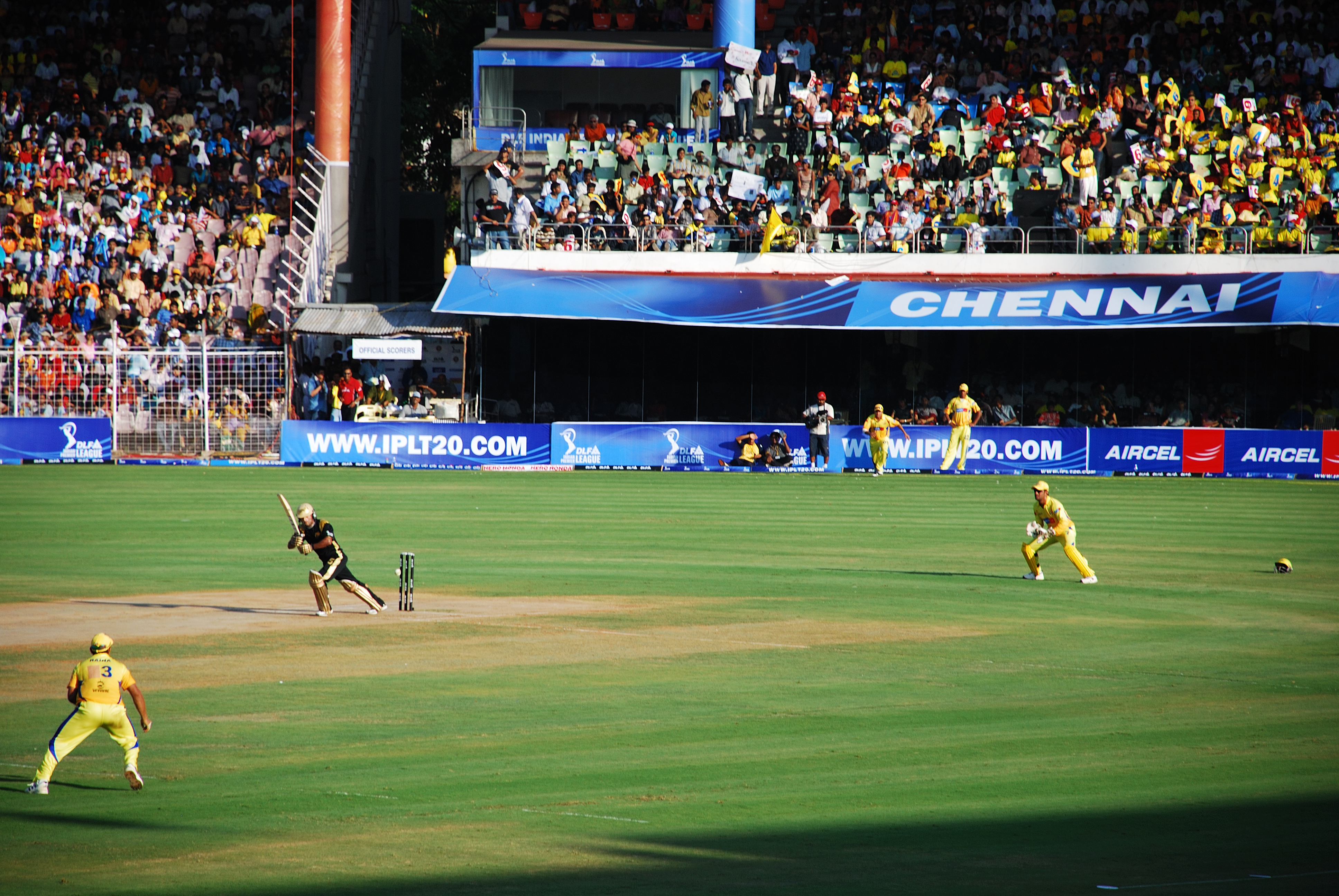
Match entre les Chennai Super Kings et les Kolkata Knight Riders, 2008

Le Board of Control for Cricket in India (BCCI) annonce en septembre 2007 la création de l'Indian Premier League, une compétition jouée au format Twenty20. En janvier 2008, le BCCI dévoile les propriétaires des huit franchises. Celle de Chennai est vendue à la société India Cements pour 91 millions d'US$, ce qui en fait la deuxième équipe la plus chère de la ligue.
Le 20 février, soixante-dix-sept internationaux ou anciens internationaux des principales nations du cricket sont « mis aux enchères » auprès des huit franchises : la franchise proposant le salaire le plus élevé pour un joueur l'embauche, dans la limite de cinq millions d'US$ en salaire annuel. La franchise de Chennai recrute notamment Mahendra Singh Dhoni, capitaine de l'équipe d'Inde lorsque celle-ci a remporté la première édition du Championnat du monde de Twenty20. Il reçoit le plus haut salaire de la première saison de l'IPL, disputée en avril et mai 2008, 1,5 million d'US$. Les Chennai Super Kings terminent finalistes de la compétition, défaits en finale face aux Rajasthan Royals. Lors des enchères organisées avant la saison 2009 de l'IPL, ils recrutent l'Anglais Andrew Flintoff pour un nouveau salaire record dans la compétition, 1,55 million d'US$.

## Bilan

### Palmarès
- Indian Premier League (5) : vainqueur en 2010, 2011, 2018, 2021 et 2023, finaliste en 2008, demi-finaliste en 2009.
- Ligue des champions (1) : 2010.

### Bilan saison par saison
| Saison | Saison régulière | Saison régulière | Saison régulière | Saison régulière | Séries éliminatoires |
| Saison | G                | P                | SR               | Classement       | Séries éliminatoires |
| ------ | ---------------- | ---------------- | ---------------- | ---------------- | --- |
| 2008   | 8                | 6                | 0                | 3es sur 8        | - Victoire en demi-finale contre les Kings XI Punjab - Défaite en finale contre les Rajasthan Royals                                                                                       |
| 2009   | 8                | 5                | 1                | 2es sur 8        | - Défaite en demi-finale contre les Royal Challengers Bangalore |
| 2010   | 7                | 7                | 0                | 3es sur 8        | - Victoire en demi-finale contre les Deccan Chargers - Victoire en finale contre les Mumbai Indians                                                                                        |
| 2011   | 9                | 5                | 0                | 2es sur 10       | - Victoire en match de qualification 1 contre les Royal Challengers Bangalore - Victoire en finale contre les Royal Challengers Bangalore                                                  |
| 2012   | 8                | 7                | 1                | 4es sur 9        | - Victoire en match d'élimination finale contre les Mumbai Indians - Victoire en match de qualification 2 contre les Delhi Daredevils - Défaite en finale contre les Kolkata Knight Riders |
| Totaux | 40               | 30               | 2                |                  | |

## Personnalités

### Effectif
| Nationalité                    | Joueurs                 | Période   |
| ------------------------------ | ----------------------- | --------- |
| Drapeau de l'Inde              | Ravindra Jadeja         | 2012      |
| Drapeau de l'Inde              | Vidyut Sivaramakrishnan | 2008-2010 |
| Drapeau de l'Inde              | Anirudha Srikkanth      | 2008-2012 |
| Drapeau de l'Inde              | Shadab Jakati           | 2008-2012 |
| Drapeau de l'Inde              | Manpreet Gony           | 2008-2010 |
| Drapeau de l'Inde              | Napoleon Einstein       | 2009      |
| Drapeau de l'Inde              | Selvam Suresh Kumar     | 2009      |
| Drapeau de l'Inde              | Parthiv Patel           | 2008-2010 |
| Drapeau de l'Inde              | MS Dhoni                | 2008-2012 |
| Drapeau de l'Inde              | Suresh Raina            | 2008-2012 |
| Drapeau de l'Inde              | Murali Vijay            | 2009-2012 |
| Drapeau de l'Inde              | Ravichandran Ashwin     | 2008-2012 |
| Drapeau de l'Inde              | Subramaniam Badrinath   | 2008-2012 |
| Drapeau de l'Inde              | Joginder Sharma         | 2008-2012 |
| Drapeau de l'Inde              | Sudeep Tyagi            | 2008-2012 |
| Drapeau de l'Inde              | Lakshmipathy Balaji     | 2008-2010 |
| Drapeau de l'Inde              | Wriddhiman Saha         | 2011-2012 |
| Drapeau de l'Inde              | Abhinav Mukund          | 2009-2012 |
| Drapeau de l'Australie         | Doug Bollinger          | 2010-2012 |
| Drapeau de l'Australie         | Michael Hussey          | 2008-2012 |
| Drapeau de l'Australie         | Ben Hilfenhaus          | 2011-2012 |
| Drapeau de l'Australie         | Mathew Hayden           | 2008-2010 |
| Drapeau de l'Australie         | George Bailey           | 2009-2012 |
| Drapeau d'Afrique du Sud       | Albie Morkel            | 2008-2012 |
| Drapeau d'Afrique du Sud       | Francois du Plessis     | 2011-2012 |
| Drapeau d'Afrique du Sud       | Makhaya Ntini           | 2008-2010 |
| Drapeau d'Afrique du Sud       | Justin Kemp             | 2010      |
| Drapeau de la Nouvelle-Zélande | Stephen Fleming         | 2008-2012 |
| Drapeau de la Nouvelle-Zélande | Jacob Oram              | 2008-2010 |
| Drapeau de la Nouvelle-Zélande | Scott Styris            | 2011-2012 |
| Drapeau de la Nouvelle-Zélande | Tim Southee             | 2011      |
| Drapeau du Sri Lanka           | Nuwan Kulasekara        | 2011-2012 |
| Drapeau du Sri Lanka           | Thilan Thushara         | 2009-2010 |
| Drapeau du Sri Lanka           | Suraj Randiv            | 2011-2012 |
| Drapeau du Sri Lanka           | Muttiah Muralitharan    | 2008-2010 |
| Drapeau du Sri Lanka           | Thissara Perera         | 2010      |
| Drapeau de l'Angleterre        | Andrew Flintoff         | 2009      |
| Drapeau de Trinité-et-Tobago   | Dwayne Bravo            | 2011-2012 |